# 片山リナ
片山 リナ（かたやま りな、1987年3月27日 - ）は、熊本県を拠点とするローカルタレントである。愛称は「カタリナ」。血液型はA型。

## 生い立ち
1987年、熊本県八代郡氷川町で片山 莉奈として生まれた。実家は同町で焼肉屋「桜屋」を経営している。父親は町議会議員の片山 裕治。休日は実家の手伝いもしている。

## 芸能活動
2006年、テレビ熊本（TKU）制作の若者向けローカル番組『若っ人ランド』のリポーターオーディションに合格し、番組レギュラーとなる。
現在、ロード・トゥー・ファイターを目指して大食いの特訓中である。

## 人物
好物は焼き肉。趣味は料理（調理師免許の資格を所持している）・ボウリング・バドミントン。

## 出演

### 現在
- ハイスクール天国（テレビ熊本、月曜22:54～23:00）
- ぶらり熊本 おいしい旬を食べよう（テレビ熊本、毎月最終木曜22:54～23:00）
- 吾輩はアニである（テレビ熊本、毎月最終土曜25:05～26:05）
- ぱじゃまでシネマ（熊本放送、木曜・金曜深夜放送）
- ファイブチャンネル（熊本朝日放送、土曜24:30～25:10、特集チャンネル「キワミスター」リポーター・不定期出演）
- X RADIO（FM791、木曜20:00～21:00）

### 過去
- 若っ人ランド（テレビ熊本、2006年4月～2009年3月）